# ナトリウム水素交換輸送体
ナトリウム水素交換輸送体（英: sodium-proton exchanger, Na+/H+ exchanger; NHE, sodium-hydrogen antiporter）は、Na+（ナトリウムイオン）を細胞内に取り込み、H+（水素イオン）を細胞外に排出する膜蛋白質（交換輸送体）である。

## 機能
Na+/H+交換輸送体は多くの細胞の膜に、特に腎臓のネフロン、特に集合管の間在細胞と近位尿細管の上皮細胞に存在して、主にpHとナトリウムの恒常性維持に関与している。Na+/H+交換輸送体が欠損すると心不全や腎不全が発症する。アンジオテンシンIIは、Na+の再吸収とH+の分泌を促進するため、近位尿細管でこの交換輸送体を上方制御する。Na+/H+交換輸送体は、高血圧などの他の疾患にも関与していると考えられている。ある研究では、この膜蛋白質を過剰発現させた遺伝子改変マウスは、食塩摂取量の増加後にナトリウムの再吸収と貯留が増加することが示された。 
ドーパミン受容体シグナル伝達において、広く発現しているNa+/H+交換輸送体NHE-1は、D2、D3、D4受容体の下流で活性化される。

## アイソフォーム
ナトリウム水素交換輸送体には9つのアイソフォームの存在が知られている：
- Na+/H+交換輸送体1（英語版）
- Na+/H+交換輸送体2（英語版）
- Na+/H+交換輸送体3（英語版）
- Na+/H+交換輸送体4（英語版）
- Na+/H+交換輸送体5（英語版）
- Na+/H+交換輸送体6（英語版）
- Na+/H+交換輸送体7（英語版）
- Na+/H+交換輸送体8（英語版）
- Na+/H+交換輸送体9（英語版）

## ファミリー
脂質膜を介したナトリウムイオンとプロトンの交換を促進するナトリウム水素交換輸送体には幾つかのファミリーがある。概要を以下に示す：
- TC# 2.A.33 - Na+:H+交換輸送体（NhaA）ファミリー（英語版）
- TC# 2.A.34 - Na+:H+交換輸送体（NhaB）ファミリー（英語版）
- TC# 2.A.35 - Na+:H+交換輸送体（NhaC）ファミリー（英語版）
- TC# 2.A.36 - 一価陽イオン：プロトン対向輸送体1（CPA1）ファミリー（英語版）
- TC# 2.A.37 - 一価陽イオン：プロトン対向輸送体2（CPA2）ファミリー（英語版）
- TC# 2.A.62 - Na+:H+交換輸送体（NhaD）ファミリー（英語版）
- TC# 2.A.63 - 一価陽イオン（Na+, K+）：プロトン対向輸送体3（CPA3）ファミリー（英語版）
- TC# 2.A.111 - Na+:H+交換輸送体（NhaE）ファミリー（英語版）